# MF EP
MF EP è uno split EP dei rapper newyorchesi MF Doom e MF Grimm, uscito nel 2000.

## Tracce
1. MF Doom - "Doomsday" (remix) (Musica: Mister Jason - Scratch: DJ Fakts One)
2. MF Doom - "No Snakes Alive" Ft. King Geedorah, Jet Jaguar & Rodan (Musica: MF Doom)
3. MF Doom - "Impostas" (Musica: MF DOOM, Ill Clown)
4. MF Grimm - The Original" (remix) (Musica e Scratch: Dj Fakts One)
5. MF Grimm - "Break Em Off" (Musica: Cas)
6. Mf Grimm - "Dedicated" (Musica: Que and Ninja B)
7. Mf Grimm - "The Original" (Musica & Scratch: Ninja B)
8. "Doomsday" (remix) instrumental
9. "No Snakes Alive" (remix) instrumental
10. "Impostas" (remix) instrumental
11. "The Original Remix" (remix) instrumental
12. "Break Em Off" (remix) instrumental
13. "Dedicated" (remix) instrumental
14. "The Original" (remix) instrumental